# Дмитриева, Надежда Константиновна
Наде́жда Константи́новна Дми́триева (род. 1938, дер. Миронцево, Солнечногорский район, Московская область, СССР) — советский и российский религиовед, философ, педагог, стенограф, специалист по истории православия и Русской православной церкви, русской религиозной философии конца XIX – начала XX в.. Кандидат философских наук (1976), доцент (1991). Одна из авторов «Атеистического словаря» и «Словаря философских терминов».

## Биография
Родилась в 1938 году в деревне Миронцево Солнечногорского района Московской области в рабочей семье.
В 1956 году окончила среднюю школу.
В 1959 году окончила курсы стенографии и машинописи и по распределению работала в Институте философии АН СССР.
С 1960 года — лаборант кафедры философии естественных факультетов МГУ имени М. В. Ломоносова.
В 1967 году окончила философский факультет МГУ имени М. В. Ломоносова, а в 1974 году там же аспирантуру.
В 1967—1970 годах — инспектор Управления руководящих и научно-педагогических кадров Министерства высшего и среднего специального образования СССР.
В 1976 году защитила диссертацию на соискание учёной степени кандидата философских наук по теме «Православно-богословская концепция социальных процессов» (специальность 09.00.06 — научный атеизм).
В 1991 году присвоено учёное звание доцента.
Более пятидесяти лет преподавала в МГУ имени М. В. Ломоносова, где в 1970—2013 годах была младшим научным сотрудником, старшим научным сотрудником и доцентом кафедры философии религии и религиоведения философского факультета. Также читала курсы лекций по истории религии на географическом и филологическом факультетах и на факультете журналистики.
Под её научным руководством защитились семь кандидатов философских наук.
Автор более 30 научных трудов, включая учебники и учебные пособия.

## Награды и звания
- Звание «Заслуженный преподаватель Московского университета»[1][2]
- Медаль «Ветеран труда»[1]
- Памятная медаль «Дети Великой Отечественной войны»[1]

## Научные труды

### Монографии
- Новиков М. П., Дмитриева Н. К. Богословская фальсификация общественных явлений. — М.: Знание, 1975. — 63 с. (Новое в жизни, науке, технике. Серия научный атеизм; 9. 1975).
- Дмитриева Н. К., Кантеров И. Я. Католицизм в современном мире. — М.: Знание, 1981.
- Дмитриева Н. К., Моисеева А. П. Философ свободного духа: Николай Бердяев: жизнь и творчество. — М.: Высшая школа, 1993. — 271 с.  (Философские портреты). ISBN 5-06-002534-9
- Словарь философских терминов / ред. В. Г. Кузнецова. — М.: Инфра-М, 2004. — 730 с. (Библиотека словарей "Инфра-М") ISBN 5-16-000559-5

### Учебники и учебные пособия
- Дмитриева Н. К. Индивидуальная работа // История и теория атеизма. Учебное пособие. — 3-е издание. / Отв. ред. проф. М. П. Новиков. — М.: "Мысль", 1987.
- Дмитриева Н. К., Трофимова З. П. Лекции об атеистическом воспитании // Преподавание научного атеизма в вузе: Науч.-метод. пособие / Г. Г. Квасов и др.; Под ред. М. П. Новиков. — М.: Высшая школа, 1988. — 223 с.
- Тажуризина З. А., Дмитриева Н. К., Попов А. С. § 2 Главы XXII. Мировоззрение и его типы. // Основы религиоведения. Учебник/ Ю. Ф. Борунков, И. Н. Яблоков, М. П. Новиков, и др.; Под ред. И. Н. Яблокова. — М.: Высшая школа, 1994. — 368 с. ISBN 5-06-002849-6
- Культура России: смысл, символы, ценности: Учеб. пособие для студентов сред. и высш. учеб. заведений / Том. политехн. ун-т; М. С. Кухта и др.; Под ред. А. П. Моисеевой. — Томск: Изд-во Том. ун-та, 1996. — 198 с. ISBN 5-7511-0798-5
- Дмитриева Н. К. Философия религии Н. А. Бердяева // Лекции по религиоведению: учебное пособие / ред. И. Н. Яблоков. М. : Издательство МГУ имени М. В. Ломоносова: ЧеРо, 1997. — 144 с.
- Борунков Ю. Ф., Васильев М. В., Винокуров В. В., Глаголев В. С., Давыдов И. П., Забияко А. П., Ершова И. И., Игнатович А. Н., Кантеров И. Я., Керимов Г. М., Красников А. Н., Кураев А. В., Никонов К. И., Овсиенко Ф. Г., Павлов Ю. М., Попов А. С., Пылаев М. А., Рязанова Е. В., Тажуризина З. А., Трофимова З. П., Элбакян Е. С., Яблоков И. Н. Учебный словарь-минимум по религиоведению // Яблоков И. Н. Религиоведение. Учебный словарь-минимум по религиоведению: Учеб. пособие для студентов вузов / Под ред. проф. И. Н. Яблокова. — М.: Гардарика, 1998. — 535 с. (Религиоведение). ISBN 5-7762-0051-2
- Введение в общее религиоведение: Учебник / Под ред. И. Н. Яблокова. — М. : Университет, 2001. — 571 с. ISBN 5-8013-0106-2
- Костылев П. Н., Дмитриева Н. К., Красников А. Н. История религиозной философии. Учебно-методический комплекс // Инновационные подходы к проектированию основных образовательных программ по направлению подготовки высшего профессионального образования "Религиоведение": проектные разработки. —  М.: Изд-во МГУ, 2007. — С. 102–126.
- Религиоведение: учебник для бакалавров / И. Н. Яблоков (ред.), И. И. Ершова, В. Я. Саврей, Н. К. Дмитриева, К. И. Никонов, З. А. Тажуризина, Ф. М. Ацамба, А. В. Бочковская, С. А. Кириллина, А. Л. Сафронова, Н. Н. Бектимирова, П. Н. Костылев, О. В. Осипова, И. П. Давыдов. — М.: Юрайт, 2012. — 480 с.

### Статьи
- Дмитриева Н. К. О методике преподавания научного атеизма в ВУЗе // Философские науки. — 1977. — № 3.
- Дмитриева Н. К., Куфакова Н. Д. Методика преподавания научного атеизма в высшей школе // Вестник Московского университета. Серия 7: Философия. — 1977. — № 3.
- Дмитриева Н. К. Критика современных религиозных доктрин в курсе "Основы научного атеизма" // Вопросы методики преподавания научного атеизма в высших учебных заведениях: Материалы всесоюз. науч.-метод. конф., Москва, 7-10 дек. 1976 г. / Отв. ред. М. А. Попова; МГУ им. М. В. Ломоносова. — М.: Изд-во МГУ, 1978.
- Дмитриева Н. К. Рецензия на брошюру П. К. Курочкина "Научно-атеистическое воспитание в системе идеологической работы // Знание. — 1980.
- Дмитриева Н. К. О Всесоюзном совещании заведующих кафедрами научного атеизма // Философские науки. — 1980. — № 4.
- Дмитриева Н. К. Рецензия на брошюру В. В. Доля "Критика теологического понимания свободы //Знание. — 1982.
- Дмитриева Н. К., Иванов И. Г., Воронкова Л. П. Проблемы атеистического воспитания в технических вузах // Информационные материалы Философского общества СССР. — № 3 (42). — Москва, 1984.
- Дмитриева Н. К. Роль курса научного атеизма в мировоззренческой закалке специалистов-географов // Методология географии: теория, практика, преподавание: Сб. ст. / МГУ им. М. В. Ломоносова; Редкол.: Г. И. Лазуков (отв. ред.) и др. — М.: Изд-во МГУ, 1986. — 146 с.
- Дмитриев Н. К., Бабаев Е. В. Богоискательство как разновидность религиозной философии. Рецензия на книгу: Н. С. Семенкин. Философия богоискательства. Критика религиозно-философских идей софиологов // Вестник Московского университета. Серия 7: Философия. — 1986. — № 6.
- Дмитриева Н. К., Чернышева Н. А. Социальный и гносеологический анализ понятия "клерикализм" // Философские науки. — 1987. — № 8. — С. 106–109.
- Дмитриева Н. К. Нетрадиционные религии и культы // Информационные материалы Философского общества СССР. — 6. — Москва, 1988.
- Дмитриева Н. К. Христианство и ислам в современном мире // Вестник Московского университета. Серия 7: Философия. — 1994. — № 3.
- Дмитриева Н. К. Проблема духовности в русской религиозно-философской традиции конца XIX — начала XX веков. Тезисы. // II Российский философский конгресс, Екатеринбург, 1999.
- Дмитриева Н. К. Проблема духовности в русской религиозно-философской традиции конца XIX — начала XX веков // Ломоносовские чтения-2000, М., МГУ имени М.В.Ломоносова., Россия, 24-27 апреля 2000.
- Дмитриева Н. К. Проблемы религии и свободомыслия в русской художественной культуре Х1Х-начала XX веков // III Российский философский конгресс "Рационализм и культура на пороге третьего тысячелетия", Ростов-на-Дону, 2001.
- Дмитриева Н. К., Моисеева А. П. Коммуникативный смысл религиоведения // Человек-культура-общество. Актуальные проблемы философских, политологических и религиоведческих исследований, Московский государственный университет им. М. В. Ломоносова, 2002.
- Дмитриева Н. К. Программа дисциплины "Религиозная философия" // Религиоведение. — 2002. — № 2. — С. 166–180.
- Дмитриева Н. К. Динамика религиозности в информационном обществе // IV Российский философский конгресс "Философия и будущее цивилизации", Москва, Россия, 2005
- Дмитриева Н. К. Социальная философия неохристианства // Трансформация научных парадигм и коммуникативные практики в современном социуме, Томск, 2010.
- Дмитриева Н. К. Роль курса "История религий и их место в современном мире" в формировании научного мировоззрения студентов // Конференция, посвященная юбилею факультета, круглый стол "Религиоведение в системе образования", Москва, философский факультет МГУ, Россия, 2011

### Научная редакция
- Критика религиозной идеологии и проблемы атеистического воспитания: Сб. статей / МГУ им. М. В. Ломоносова, Филос. фак., Каф. истории и теории атеизма и религии; Отв. ред. Н. К. Дмитриева.  — М.: Изд-во МГУ, 1980. — 113 с.
- Актуальные проблемы атеистического воспитания и критика религиозной идеологии: Сб. ст. / МГУ им. М. В. Ломоносова, Филос. фак., Каф. истории и теории атеизма; Под ред. Н. К. Дмитриевой. — М.: Изд-во МГУ, 1983. — 54 с.